# Drapetsona
Drapetsona (gr. Δραπετσώνα) – miasto w Grecji, w administracji zdecentralizowanej Attyka, w regionie Attyka, w jednostce regionalnej Pireus, w gminie Kieratsini-Drapetsona. W 2011 roku liczyło 13 968 mieszkańców.